# Edel AG
Edel AG je nezávislé německé hudební vydavatelství. Bylo založeno v roce 1986 Michaelem Haentjesem v Německu jako zásilková nahrávací společnost, prodávající většinou soundtracky.
S umělci jako Scooter, Sash!, Holly Johnson a mnoha dalšími se stala velmi úspěšným popovým vydavatelstvím. Edel AG šlo na burzu Frankfurt Stock Exchange v roce 1998.
V průběhu let byl Edel Music koupen Eagle Rock Records, Facedown Records, Gang Go Music, Club Tools, Control Records a belgickým Play It Again Sam.
Edel Music má hlavní kancelář se sídlem v Hamburku, ale stále rozšiřuje svou síť nakladatelů po celém světě a má silnou síť distributorů. Pobočky má v zemích jako Itálie, Švýcarsko, Dánsko, Rakousko, Spojené království, Švédsko, Finsko a Francie.
V posledních letech Edel Music vydalo studiová alba umělcům jako JoJo, Lisa Stansfield, Toni Braxton, Sabrina Salerno, Deep Purple, Gregorian, Thomas Anders, Chris Rea, Jerry Lee Lewis, Status Quo, Ali Campbell, UB40, Europe, Jon Lord, Glenn Hughes, Turbonegro a jeho seznam je mezi nejsilnějšími v nezávislém hudebním průmyslu.
Příjmy společnosti Edel Music v roce 2009 dosáhly 123 milionů eur.